# Marius Niculae
Marius Niculae est un footballeur roumain né le 16 mai 1981 à Bucarest. Il joue au poste d'attaquant. Il est international roumain (45 sélections et 15 buts depuis l'an 2000).

## Palmarès

### Club
- Dinamo Bucarest
  - Champion de Roumanie en 2000
  - Vainqueur de la Coupe de Roumanie en 2000, 2001 et 2012
  - Vainqueur de la Supercoupe de Roumanie en 2012

- Sporting Portugal
  - Champion de Portugal en 2002
  - Vainqueur de la Coupe du Portugal en 2002
  - Vainqueur de la Supercoupe du Portugal en 2002
  - Finaliste de la Coupe UEFA en 2005